# الخرابه، صنعا
ال-خرابه، صنعا یک منطقهٔ مسکونی در یمن است که در استان صنعا واقع شده‌است.